# 賢者の選択
『賢者の選択』（けんじゃのせんたく）シリーズは、総合広告代理店の矢動丸プロジェクト制作のビジネス情報番組である。後述の通り複数回のリニューアル・放送局変更を経て、2023年現在は『賢者の選択　FUSION』（けんじゃのせんたく フュージョン）のタイトルで、共同制作局であるBS12トゥエルビやサンテレビで放送されている。

## 概要
毎回、1つの企業の代表者（社長・会長・CEOなど）を各界を代表するリーダー（賢者）として招き、その足跡（バブル以降の厳しい環境の中、どのような選択をして困難に立ち向かっていったのか）を、番組MCの蟹瀬誠一らとの対談を通して振り返っていくという、トーク主体の番組内容となっている。
本番組は開始当初より、複数回にわたって番組名・放送局・制作体制がリニューアルされている。最初は2004年10月より『賢者の選択』としてスタートし、当初は矢動丸プロジェクトとBS朝日、ViViA（テレビ朝日映像）の共同制作の下で、BS朝日の土曜朝10時台に放送されていた。2010年4月からは放送局をBS-TBSに移し、番組名も『Turning Point〜賢者の選択〜』と副題を付記する形で改題の上、最初のリニューアルが実施された。このリニューアルからしばらくの間は、番組制作は矢動丸プロジェクトが単独で手掛け、各放送局は放送枠を矢動丸に提供するのみというスタイルがとられた。2度目のリニューアルは2011年4月に実施され、『Leader＆Innovation 賢者の選択』としてBS11にて放送を開始。『Leader&Innovation』にリニューアルしてからは、番組MCも開始当初より務めてきた蟹瀬誠一を基本としつつ、不定期（年に数回程度）で宮川俊二又は諸星裕が担当する体制へ移行。番組アシスタントも従来の女性1人から、女性3人が週ごとにローテーションで担当する形に変わった。
3度目のリニューアルは2013年4月に実施。BS12トゥエルビに放送局を移し、番組名も『賢者の選択 Leaders』へと改題。当初はそれまでのリニューアル時と同様に、BS12トゥエルビは番組制作に直接関与していなかったが、2015年11月のリニューアルに伴い矢動丸プロジェクトとの共同制作番組へと移行した。またこの4度目のリニューアルに際し、全国版（BS12トゥエルビ・日経CNBC）は後半コーナーを廃止してトーク主体の27分番組となった一方、関西版（サンテレビ）については全国版と共通のトーク主体のコーナーのほかに、関西版独自のドキュメンタリーである『ONE'S STYLE -関西リーダーズ列伝-』（矢動丸プロジェクトの単独制作）を番組内コーナーとして内包している都合上、従来と同様の55分番組となっている。
2020年代に入り新型コロナウイルスの危機の中知恵とスピードで成長軌道に乗せた企業群を取材した『賢者の選択 with』やリーダーたちの流儀を紐解く『天地人』、先代の事業を承継した人にインタビューする『賢者の選択 sucession』などを開始しサンテレビも30分番組に改めた。また日経CNBCの放送を取りやめた。
2024年からは、『賢者の選択 shapers』がスタート。ナビゲーターにモーリー・ロバートソンを迎えた。

## 出演者
番組MC
基本的に蟹瀬誠一が出演することが多いが、回によっては渋谷和宏やモーリー・ロバートソンが出演することがある。
- 蟹瀬誠一
- 渋谷和宏
- モーリー・ロバートソン

アシスタント
- 伊藤聡子
- 山田桃子[2][3]
- 高里絵理奈
- 大塩由起

ナレーター
- 窪田等

### 過去の出演者
- 津島亜由子（BS朝日 2004年10月9日 - 2009年10月10日放送分）
- 田丸麻紀（BS朝日 2009年10月17日 - 2010年3月27日放送分）
- 石田紗英子（BS-TBS 2010年4月4日 - 2011年3月27日放送分）
- 白石みき（BS11 2011年4月3日放送分 - ）
- 八木早希（BS11)
- 亀井京子（BS11)
- 増谷康紀（ナレーター）
- 疋田由香里（ナレーター）
- 徳弘夏生（ナレーター／BS-TBS 2010年4月4日 - 2010年8月8日放送分）
- 新井麻希（BS11・BS12トゥエルビ 2012年 - 2014年）
- レイチェル・チャン（BS11)
- 山崎好美（BS12トゥエルビ 2013年9月22日放送分、2015年1月12日アンコール放送分）
- 中島亜梨沙（BS12トゥエルビ 2015年11月1日放送分 - ）
- 福井仁美（BS12トゥエルビ 2015年11月8日放送分 - ）
- ドーキンズ英里奈（BS12トゥエルビ 2015年11月15日放送分 - ）
- 坪井安奈（BS12トゥエルビ 2018年 - )
- 竹内香苗（BS12トゥエルビ 2020年、「賢者の選択 with」担当）
- 唐橋ユミ（BS12トゥエルビ）
- 佐藤美樹（BS12トゥエルビ）
- 芦田美歩（BS12トゥエルビ）
- 宮川俊二（MC／BS11・BS12トゥエルビ）
- 諸星裕（MC／BS11・BS12トゥエルビ）
- 堀潤（MC／BS12トゥエルビ）
- 入山章栄（MC／BS12トゥエルビ、「賢者の選択 sucession」担当）
- 堀内賢雄（ナレーター／BS11・BS12トゥエルビ）
- きしめん（ナレーター／サンテレビ、「ONE'S STYLE -関西リーダーズ列伝-」担当）
- 小林稔侍（ナレーター／BS12トゥエルビ、「天地人」担当）

## 過去に登場した賢者
公式サイトの 賢者データベース にて閲覧可能。主な賢者は以下の通り。
- 北川鉄工所 代表取締役社長 北川祐治（2015/07/12）
- コカ・コーライーストジャパン 代表取締役社長CEO カリン・ドラガン（2015/04/19）
- 株式会社バリュープランニング 代表取締役社長 井元 憲生（2014/03/30）
- 昭和シェル石油 代表取締役社長 新井純（2013/01/20）
- 学研ホールディングス 代表取締役社長 宮原博昭（2013/12/23）
- セイコーウオッチ 代表取締役社長 服部真二（2012/12/16）
- カーコンビニ倶楽部 代表取締役社長 林成治（2012/11/04）
- イオングループ 名誉会長相談役 岡田卓也（2012/06/24）
- NTTデータ 代表取締役社長 山下徹（2012/06/17）
- コダック 代表取締役社長 藤原浩（2012/04/22）
- 第一興商 代表取締役社長 林 三郎（2012/01/29）
- UCOM 代表取締役社長 鈴木 孝博（2012/01/22）
- フランスベッドホールディングス 代表取締役社長 池田 茂（2011/12/11）
- 株式会社サマンサタバサジャパンリミテッド 代表取締役社長 寺田 和正（2011/09/18）
- SBIホールディングス 代表取締役 執行役員CEO 北尾吉孝（2011/08/14）
- サッポロビール 代表取締役社長 寺坂 史明（2011/07/03）
- インテル 代表取締役社長 吉田 和正（2011/05/29）
- Ustream Asia株式会社 代表取締役社長 中川 具隆（2011/05/08）
- ネスレ日本 代表取締役社長兼CEO 高岡 浩三（2011/04/10）
- リーガルコーポレーション 代表取締役社長 岩﨑 幸次郎（2011/04/03）
- ミサワホーム 代表取締役社長 竹中宣雄（2011/01/09）
- アレックス 代表取締役社長兼CEO （元グーグル日本法人社長）辻野晃一郎（2010/12/12）
- 株式会社ミクシィ 代表取締役社長 笠原健治（2010/10/31）
- TOTO 代表取締役 社長執行役員 張本邦雄（2010/10/24）
- アリババ 代表取締役社長 香山誠（2010/10/17）
- アサヒビール 代表取締役社長 泉谷直木（2010/07/18）
- 大関 代表取締役社長 西川定良（2010/07/04）
- 株式会社ハーフ・センチュリー・モア 代表取締役社長 三木得五郎（2010/06/13）
- エポック社 代表取締役 高見信光（2010/05/02）
- 株式会社にちほシンクタンク 代表取締役社長 川合善大（2010/04/18）
- 日本コカ・コーラ 取締役会長 魚谷雅彦（2010/04/11）
- エイチ・アイ・エス 代表取締役会長 澤田秀雄（2010/04/04）
- ワタミ 代表取締役会長 渡邉美樹（2010/06/27）
- 三井化学 代表取締役社長 田中稔一（2010/05/23）
- 川重商事株式会社 代表取締役社長 渡辺善行（2010/05/16）
- ファーストリテイリング 代表取締役社長 玉塚元一（2004/10/23）
- 楽天 代表取締役会長兼社長 三木谷浩史（2004/10/9）

## 放送時間・ネット局

### 現在
2024年3月17日現在
- BS12 トゥエルビ : 日曜 15:30 - 16:00（土曜 6:30 - 7:00に放送する場合もある）
- サンテレビ : 月曜 22:00 - 22:30

2015年11月1日以降
| 放送局         | 放送曜日・時間    | 放送曜日・時間 | 放送期間             |
| 放送局         | 本放送            | 再放送         | 放送期間             |
| -------------- | ----------------- | -------------- | -------------------- |
| BS12トゥエルビ | 日曜18:00 - 18:27 | ×              | 2015年11月1日 - 現在 |
| 日経CNBC       | 日曜12:00 - 12:27 | ×              | 2015年11月8日 - 現在 |
| サンテレビ     | 月曜22:00 - 22:55 | ×              | 2015年11月9日 - 現在 |

2013年4月7日～2015年10月25日
| 放送局         | 放送曜日・時間    | 放送曜日・時間 | 放送期間                      |
| 放送局         | 本放送            | 再放送         | 放送期間                      |
| -------------- | ----------------- | -------------- | ----------------------------- |
| BS12トゥエルビ | 日曜18:00 - 18:55 | ×              | 2013年4月7日 - 2015年10月25日 |
| 日経CNBC       | 日曜12:00 - 12:55 | ×              | 2013年4月14日 - 2015年11月1日 |
| サンテレビ     | 月曜22:00 - 22:55 | ×              | 2013年4月8日 - 2015年11月2日  |

全国放送版と、サンテレビ放送版の放送時間の違いについては前述の通り。

### BS11時代
| 放送局     | 放送曜日・時間    | 放送曜日・時間 | 放送期間                     |
| 放送局     | 本放送            | 再放送         | 放送期間                     |
| ---------- | ----------------- | -------------- | ---------------------------- |
| BS11       | 日曜10:00 - 10:55 | ×              | 2011年4月3日 - 2013年3月31日 |
| 日経CNBC   | 日曜12:00 - 12:55 | ×              | 2011年4月3日 - 2013年4月7日  |
| サンテレビ | 月曜22:00 - 22:55 | ×              | 2011年4月4日 - 2013年4月8日  |

### BS-TBS時代
| 放送局     | 放送曜日・時間    | 放送曜日・時間    | 放送期間                     |
| 放送局     | 本放送            | 再放送            | 放送期間                     |
| ---------- | ----------------- | ----------------- | ---------------------------- |
| BS-TBS     | 日曜09:30 - 10:24 | 土曜24:00 - 24:55 | 2010年4月4日 - 2011年3月27日 |
| 日経CNBC   | 日曜12:00 - 12:55 | ×                 | 2010年4月4日 - 2011年3月27日 |
| サンテレビ | 月曜22:00 - 22:55 | ×                 | 2010年4月5日 - 2011年3月28日 |

### BS朝日時代
| 放送局     | 放送曜日・時間    | 放送曜日・時間    | 放送期間                      |
| 放送局     | 本放送            | 再放送            | 放送期間                      |
| ---------- | ----------------- | ----------------- | ----------------------------- |
| BS朝日     | 土曜10:00 - 10:55 | 土曜24:00 - 24:55 | 2004年10月9日 - 2010年3月27日 |
| 日経CNBC   | 日曜12:00 - 12:55 | 土曜16:00 - 16:55 | 2004年10月 - 2010年3月28日    |
| サンテレビ | 月曜22:00 - 22:55 | ×                 | 2004年10月 - 2010年3月29日    |

上記以外にも、テレビ朝日においても2005年・2006年にスペシャル番組が、深夜帯でに数回にわたり放送された。

## スタッフ

### 現在
以下のデータはBS12トゥエルビ 2013年4月7日放送分より。
- 企画統括：前田高明（矢動丸プロジェクト）
- 構成：向瀬杜子春
- ディレクター：占部銀四郎、柳沢奈美
- AD：小川亮、横河翼
- プロデューサー：徳満宏（JASC）
- AP：高柳潤、和田幸子（矢動丸プロジェクト）
- デスク：秋元美怜
- 制作：松本良孝（矢動丸プロジェクト）
- 制作協力：JASC
- 技術協力：千代田ビデオ
- 制作著作：矢動丸プロジェクト

### BS11時代
以下のデータはBS11 2011年8月28日放送分より。
- 企画統括：前田高明（矢動丸プロジェクト）
- 構成：向瀬杜子春
- ディレクター：三好俊明、三島　昇、小山均、田所司
- AD：野口祐
- プロデューサー：高橋誠（JASC）
- AP：高柳潤（矢動丸プロジェクト）
- デスク：佐藤愛
- 制作：松本良孝（矢動丸プロジェクト）
- 制作協力：JASC
- 技術協力：千代田ビデオ
- 制作著作：矢動丸プロジェクト

### BS-TBS時代
以下のデータはBS-TBS2010年10月17日放送分より。
- 企画：前田高明（矢動丸プロジェクト）
- TD：下雅意泰之
- 構成：向瀬杜子春
- AD：桜井義実
- ディレクター：川村佳彦、三好俊明、神田修、三島　昇、二瓶知樹
- デスク：佐藤愛
- AP：高柳潤（矢動丸プロジェクト）
- プロデューサー：杉山喜彦（JASC）
- 制作：松本良孝（矢動丸プロジェクト）
- 技術協力：ProCam、千代田ビデオ
- 制作協力：JASC
- 制作著作：矢動丸プロジェクト

### BS朝日時代
- 企画：前田高明（矢動丸プロジェクト）
- タイトル：山城滋（フラッググラフィックス）
- TD：石渡剛
- CAM：清水美保
- VE：五味美由紀
- VTR：齋藤弘幸
- AUD：吉田有希
- LT：川島弘（共立）
- EED：城石光（aai）
- MA：赤羽充（aai）
- 美術：薮本麻衣
- TK：農口弓美子（青密）
- 選曲：有坂香（TSP）
- ディレクター：佐藤武徳、神田修、兼子ナオシ、中野智博、村上貴大
- プロデューサー：川端康男（BS朝日）、松本良孝（矢動丸プロジェクト）、矢島直樹・後藤良隆（ViViA）
- 技術協力：テイクシステムズ
- 美術協力：テレビ朝日クリエイト
- 制作：BS朝日、矢動丸プロジェクト、ViViA（テレビ朝日映像）